# Mike Gibbons
Mike Gibbons (* 20. Juli 1887 in Saint Paul, Minnesota, USA; † 31. August 1956) war ein US-amerikanischer Boxer im Mittelgewicht und Linksausleger. Er wurde zuerst von Edwin Reddy gemanagt und danach von G. Barton.
Er hatte eine fast 15-jährige Karriere und fand im Jahre 1992 Aufnahme in die International Boxing Hall of Fame (kurz IBHOF).